# Експозиційна доза
Експозиційна доза (англ. radiation exposure) — характеристика іонізаційного ефекту фотонного випромінювання (рентгенівського, чи гамма-випромінювання) з енергіями 1 кеВ — 3 МеВ у повітрі, що визначається як відношення сумарного електричного заряду {\displaystyle dQ} всіх іонів одного знаку, які були утворені в певному об'ємі сухого повітря за нормальних умов під дією гамма-випромінювання, до маси {\displaystyle dm} повітря в цьому об'ємі:
{\displaystyle X={\frac {dQ}{dm}}}.

## Експозиційна та поглинена доза
Експозиційна доза є застарілою мірою радіаційного впливу фотонного випромінювання. На заміну їй як міра радіаційного впливу використовується поглинена доза.
Поглинена доза — це міра енергії, що передається випромінюванням речовині, в перерахунку на одиницю маси цієї речовини. Поглинена доза для певного типу випромінювання, в тому числі фотонного, залежить від типу речовини, що опромінюється. Наприклад, за опромінювання гамма-випромінюванням експозиційної дози в 1 рентген з енергією 1 МеВ поглинена доза в повітрі складає 0,877 рад, а у воді — 0,975 рад.

## Одиниці вимірювання
Одиниця вимірювання експозиційної дози в системі SI, кулон на кілограм (Кл/кг), є похідною одиницею вимірювання. 1 Кл/кг — це експозиційна доза випромінювання, за якої в 1 кг сухого повітря за нормальних умов утворюються іони одного знаку загальним зарядом в 1 Кл.
Застаріла позасистемна одиниця вимірювання експозиційної дози, яка історично використовувалася першою, — рентген. Зв'язок з одиницею системи SI: 1 Р = 2,58×10−4 Кл/кг. Наразі подальше використання цієї одиниці не рекомендується.